# Marienkirche (Wittstock)

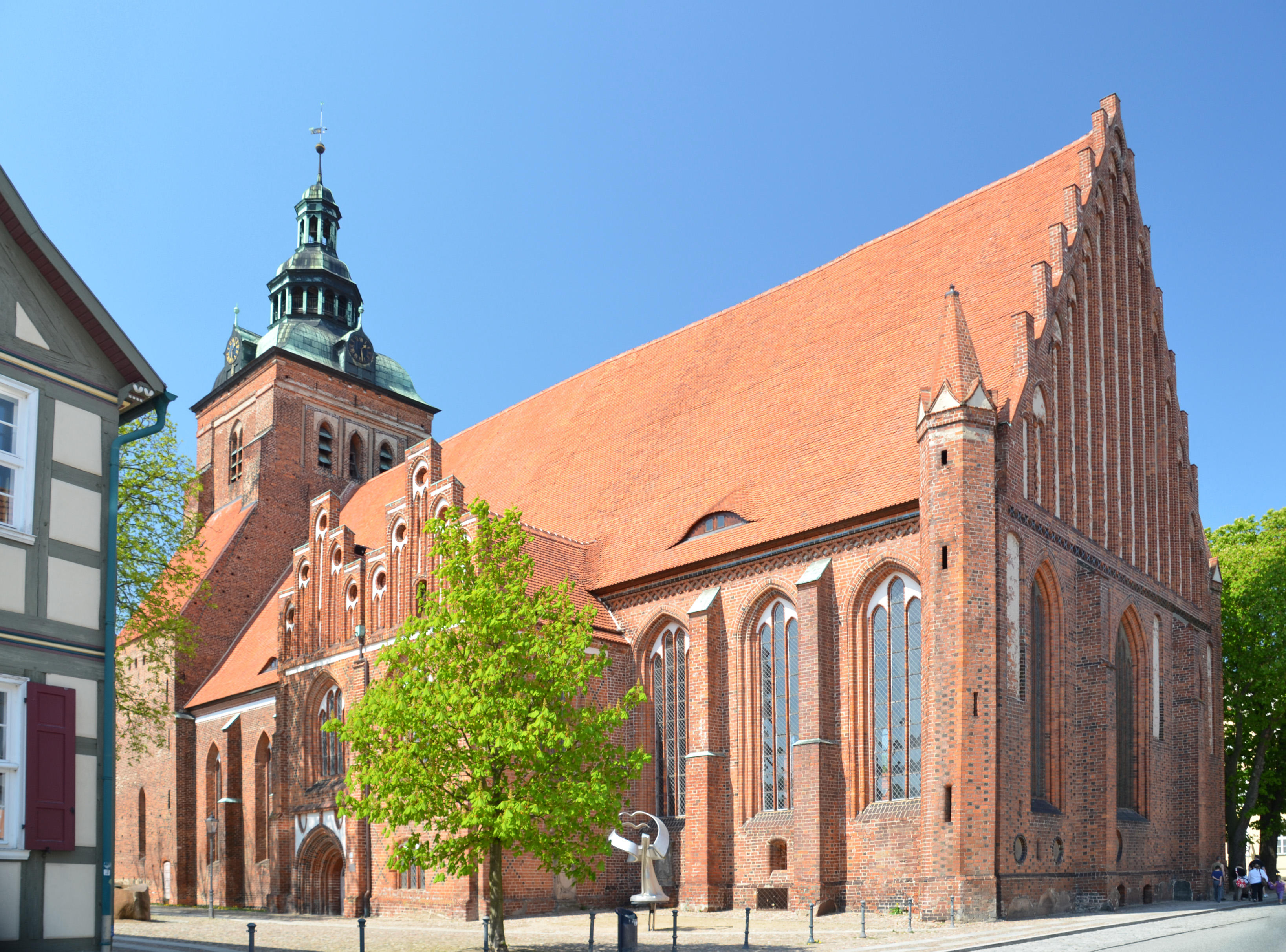
Die Marienkirche in Wittstock

Die Evangelische Stadtpfarrkirche St. Marien und St. Martin in Wittstock/Dosse ist eine dreischiffige Hallenkirche der Backsteingotik. Sie erlangte ihre größte Bedeutung in der Zeit von 1271 bis 1548, als die Bischöfe von Havelberg die Stadt Wittstock mit der Alten Bischofsburg als Residenz und Bischofssitz bevorzugten. Die Kirche war ursprünglich nur dem heiligen Martin gewidmet und wurde erst 1453 mit der Ausbreitung des Marienkultes dem Patrozinium Marias unterstellt.
Die Gemeinde gehört zum Kirchenkreis Wittstock-Ruppin im Sprengel Potsdam in der Evangelischen Kirche Berlin-Brandenburg-schlesische Oberlausitz.

## Baugeschichte

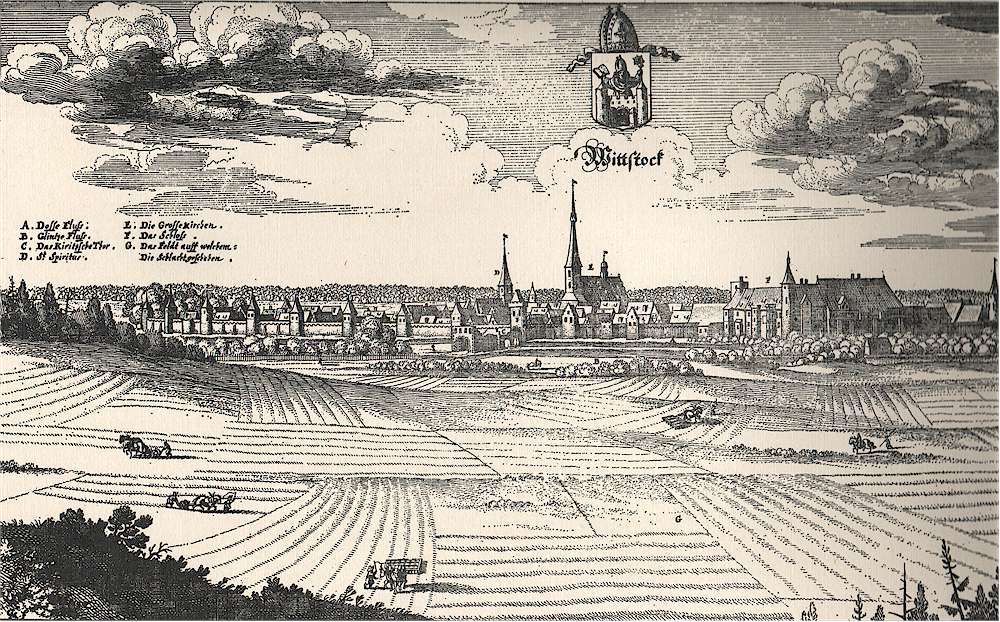
Merian Ansicht von 1652 mit dem spitzen Turmhelm

Die Ursprünge der Marienkirche gehen nach den Vermutungen der Bauforscher in ihrem westlichen Teil mit dem monumentalen Turmbau auf den planmäßigen Stadtausbau Wittstocks um 1240 zurück. Ab Ende des 13. Jahrhunderts erfolgte der Ausbau zur dreischiffigen Hallenkirche zunächst mit vier Jochen. Das Langhaus wurde nach Osten zunächst von einem polygonalen Chor abgeschlossen. Die Bischöfe von Havelberg veranlassten ab 1471 die massive dreischiffige Erweiterung nach Osten. Dieser fiel der ursprüngliche Chor zum Opfer, der zugunsten des heutigen Baukörpers weichen musste und daher abgebrochen wurde. Zu dieser Zeit entstand also der gerade Abschluss des Chors an der St.-Maria-Straße. An der Nordseite des Langhauses wurde 1484 die Marienkapelle angebaut. Die Südkapelle mit ihrem doppelten Stufengiebel entstand 1498. Der Turm hatte ursprünglich einen spitzen Helm, wie heute noch auf der Stadtansicht Wittstocks von Matthäus Merian d. J. aus dem Jahr 1652 zu sehen. Dieser Helm wurde nach seiner Zerstörung 1698 im Jahr 1704 durch einen barocken Helm mit seinen charakteristischen übereinanderliegenden Laternen ersetzt. Die untere Laterne des 68 m hohen Turms ist heute als Aussichtsplattform zugänglich.
Die Kirche musste mehrfach umfassend saniert werden, so nach einem Stadtbrand in den Jahren 1512 bis 1519 (Entwurf und Ausführung Christoph von Lüneburg), wobei auch der spitze Turm entstand und in den Jahren 1843 bis 1846. Im Jahr 2009 wurde das Kirchendach über dem östlichen Teil des Langhauses bzw. dem Chor erneuert.

## Ausstattung

### Altar

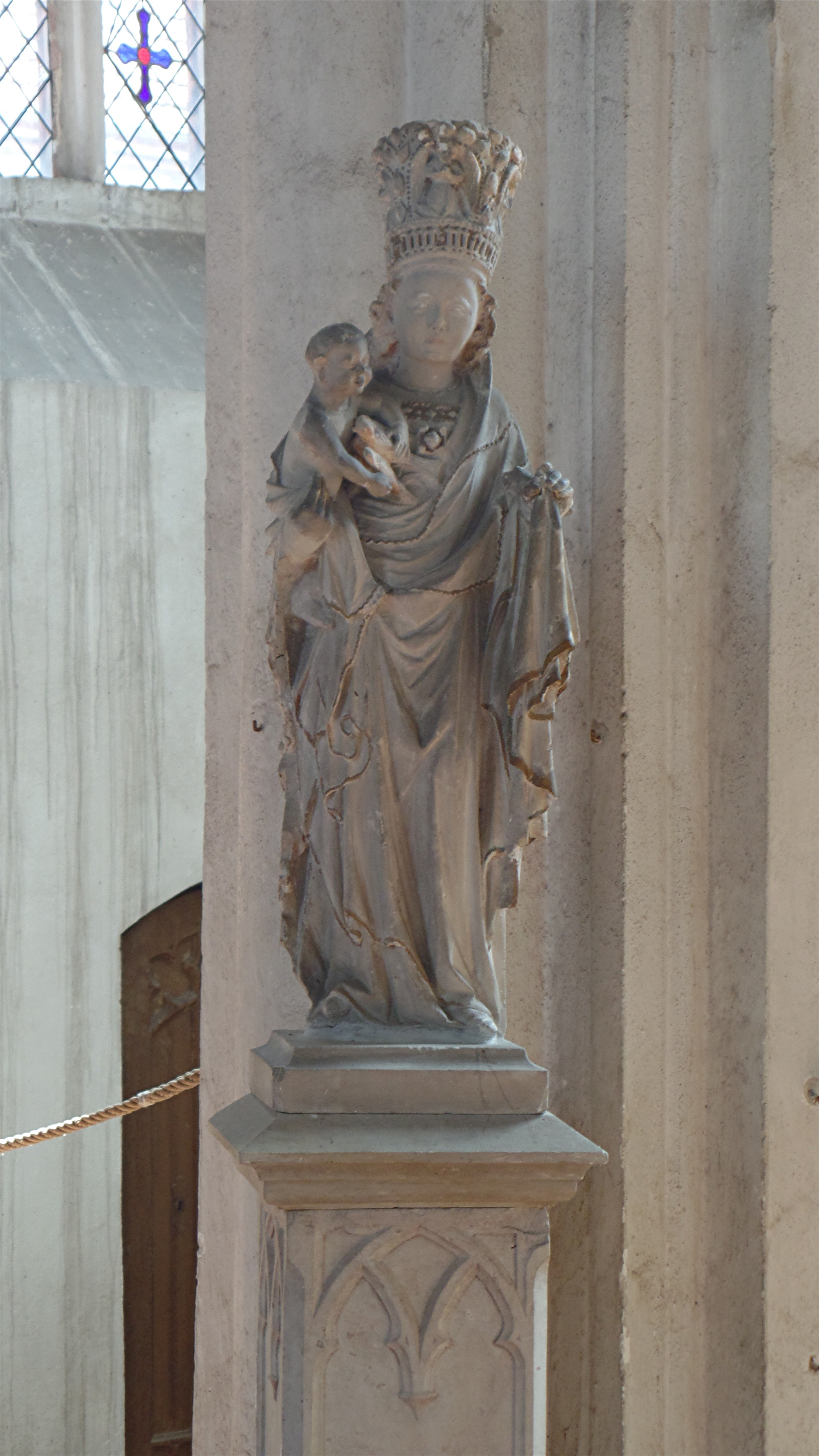
Wittstocker „Schöne Madonna“

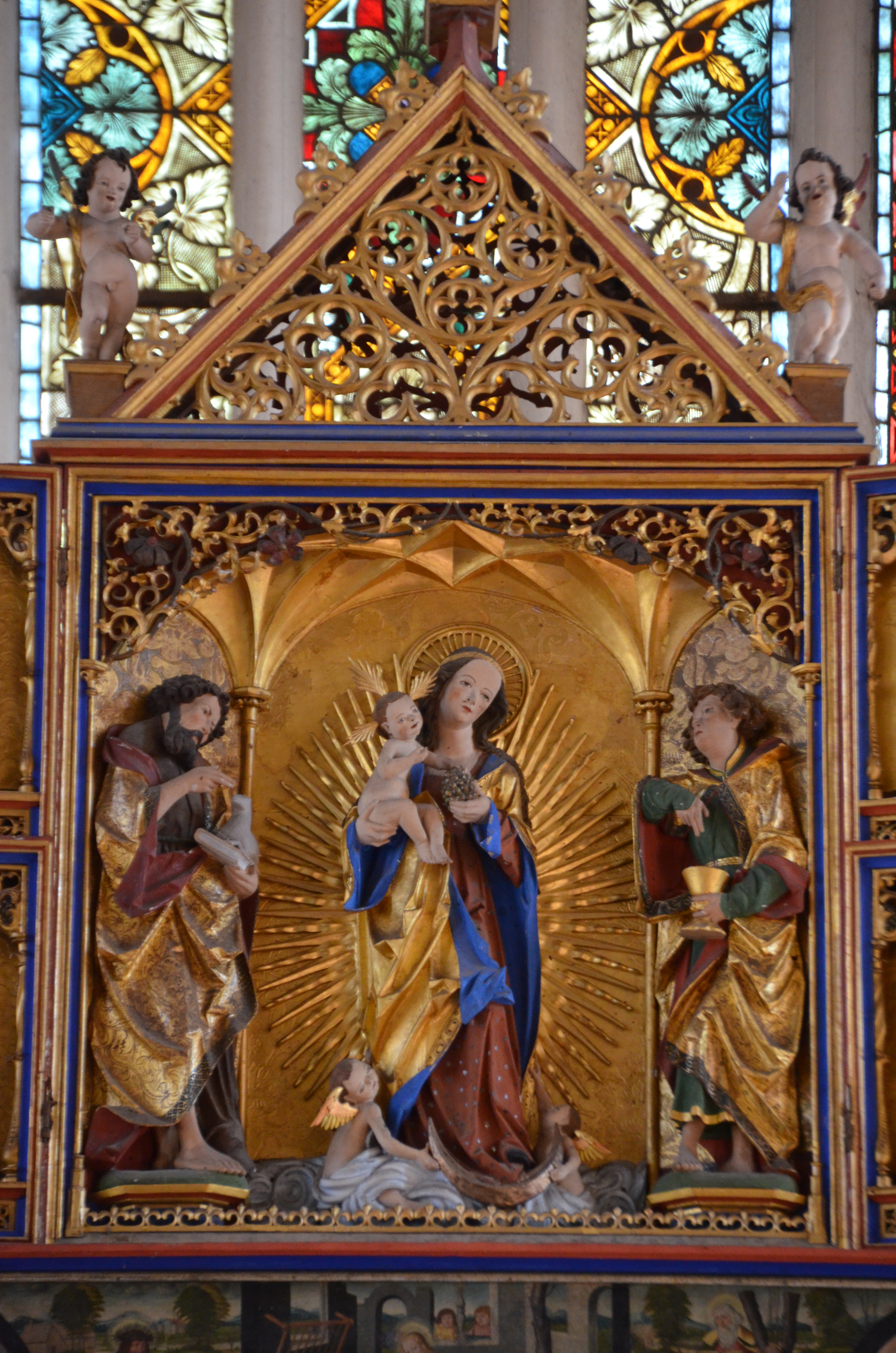
Altar (Detail)

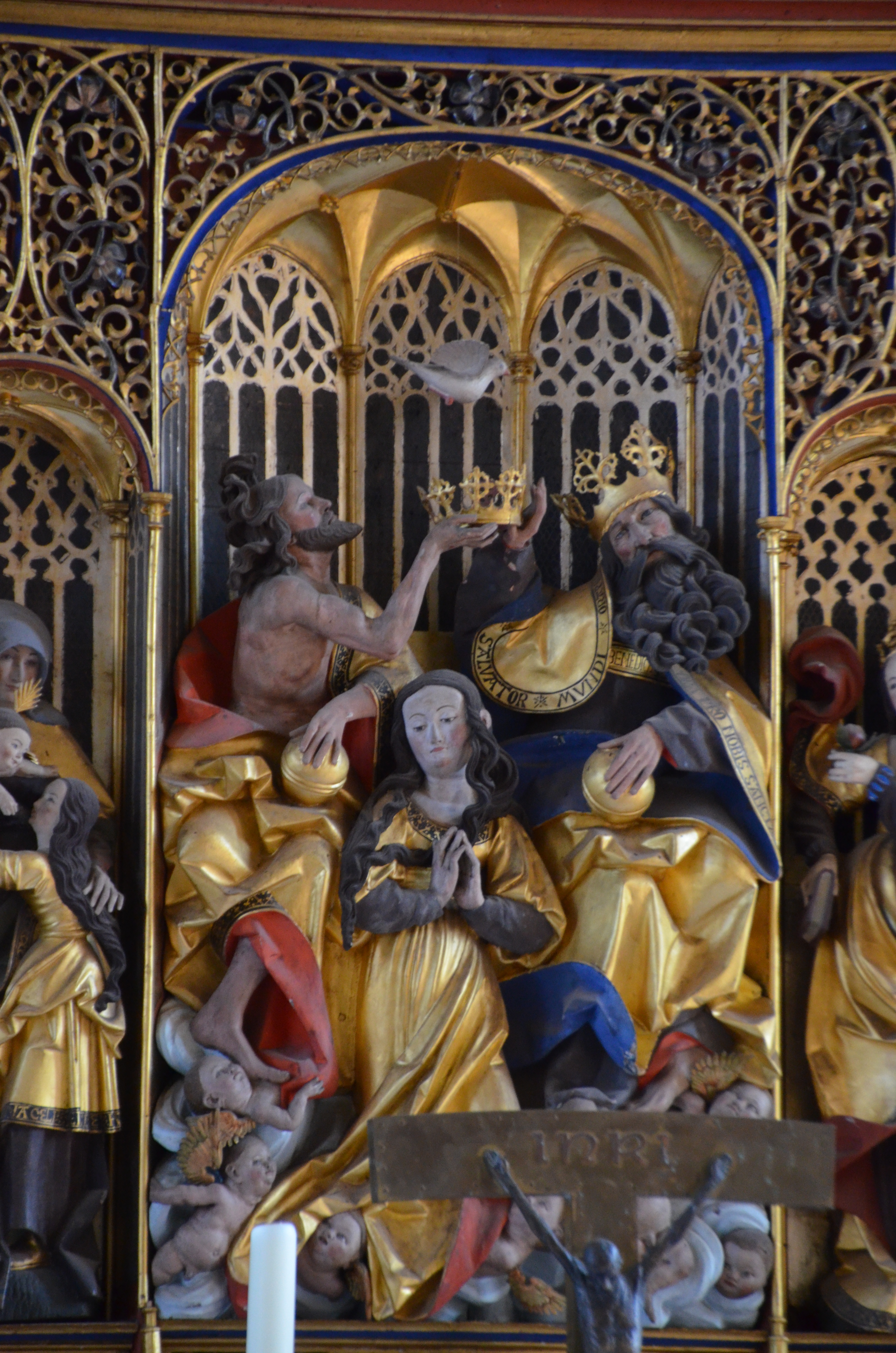
Marienkrönung

Bedeutend ist der spätgotische Altaraufsatz der Kirche, der vermutlich bei der Sanierung des Innenraums der Kirche 1846 aus zwei spätgotischen Retabeln zusammengesetzt wurde.
Der untere kam um 1550 aus der Heilig-Geist-Kirche in die Marienkirche. Zentrum des geschnitzten Mittelschreins mit seiner reichen Maßwerkarchitektur ist die Marienkrönung durch Gott Vater, Sohn und Heiligen Geist, sie wird von einer Anna selbdritt und einer Heiligen, die man als hl. Dorothea interpretiert hat, flankiert. In den Flügeln stehen die ebenfalls geschnitzten und zu vier bewegten Dreiergruppen geordneten 12 Apostel. Die gemalte Predella zeigt die Halbfiguren von Christus zwischen den vier Kirchenvätern. In diesem Zustand präsentiert sich den Besuchern der Altar normalerweise. Wenn der untere Altar geschlossen wird, indem die Apostelreliefs nach innen geklappt werden, werden vier gemalte Tafeln sichtbar: in der Mitte eine Verbildlichung der Trinität in Gestalt des Gnadenstuhls neben einer Darstellung der Mondsichelmadonna; außen der hl. Georg als Drachentöter und der hl. Christophorus.
Bei dem Schnitzwerk handelt es sich um eine späte Arbeit (um 1530) aus der Werkstatt des Lübecker Bildhauers Claus Berg, der auch in Odense wirkte. Sein Altar in der dortigen Sankt Knuds Kirke stimmt in wichtigen Details mit denen des Wittstocker Altars überein. Das gilt besonders für die zentrale Marienkrönung, während die Apostel augenfällig an Bergs Apostel im Güstrower Dom erinnern. Die Malereien, vor allem die äußeren beiden Heiligen, stehen dagegen dem Stil der Cranach-Schule nahe.
Das aufgesetzte obere Retabel wird in der Kunstgeschichte als norddeutsche, möglicherweise rheinisch beeinflusste Arbeit eines unbekannten Bildschnitzers um 1520 angesehen. Die Strahlenkranzmadonna wird von den beiden Johannes’ und auf den Flügeln von acht weiteren Heiligenreliefs begleitet. Auch die gemalte Predella (mit Schmerzensmann, Christgeburt und hl. Andreas) wurde in den Aufbau übernommen. Der obere Aufsatz stammt aus der ehemaligen privaten Marienkapelle der Havelberger Bischöfe in der benachbarten Alten Burg und wurde nach dem Dreißigjährigen Krieg aufgrund des zunehmenden Verfalls der Burg in die Marienkirche überführt.

### Kanzel
Die geschnitzte Kanzel ist 1608 datiert, wurde aber mehrfach restauriert und ergänzt, so 1846 mit einem Treppenaufgang. Der Bildschnitzer der Tragefigur des Moses und der Apostelreliefs auf den Wandfeldern des Kanzelkorbs ist nicht bekannt.

### Sakramentshaus
Das Sakramentshaus neben dem Altar ist eine spätgotische Arbeit aus der Zeit kurz vor der Reformation, die in Wittstock allerdings erst um 1550 nach dem Tod des letzten Bischofs Busso II. von Havelberg († 1548) Einzug hielt. Sockelstütze und Gehäuse sind aus einem Stück geschnitzt, die ursprüngliche farbige Fassung ist verschwunden. 1516 brachte man kupferne Türen an, deren Inschriften nicht mehr vollständig sind. Mit der derben Gesamtgestalt kontrastiert die feiner geschnitzte Kielbogenbekrönung, in deren Zwickelreliefs Engel die Leidenswerkzeuge Christi halten.

### Sandsteinmadonna
Die hohe ästhetische Qualität und das verwendete Material, ein heller Sandstein, machen die 1,15 m hohe stehende Muttergottes am Eingang zum Chor zu einem in der Region ungewöhnlichen Kunstobjekt. Als ein frühes Beispiel der sogenannten Schönen Madonnen wird es auf das Ende des 14. Jahrhunderts datiert und stilgeschichtlich mit dem Lettner in Havelberg, also mit parlerischem Einfluss, in Verbindung gebracht, gibt der kunsthistorischen Forschung aber weiterhin Rätsel auf. Auffällig sind das Schriftband und die fünf Engel auf der sehr hohen Krone. Der Jesusknabe spielt mit einem Vogel. Von geringen Resten abgesehen, ist die farbige Fassung verloren. Auch diese Skulptur stammt wahrscheinlich aus der 1389 erbauten Marienkapelle, die Bischof Johannes Woepelitz errichten ließ.

### Taufbecken
Der hölzerne Deckel der restaurierungsbedürftigen (Stand:2022) Taufe von 1634 in der Marienkapelle ist ein schönes Beispiel für den manieristischen Knorpelstil. Die musizierenden Engel ahmen eine Oberfläche aus Bronze nach.

### Weitere Bildwerke
Das älteste Bildwerk der Kirche, die bedeutende hochgotische Statue eines Bischofs, ist nur noch als Kopie im Turmuntergeschoss zu betrachten; das Original wurde 1890 dem Märkischen Museum als Leihgabe überlassen. Eine dendrochronologische Untersuchung ermittelte als Fällungsdatum der verwendeten Eiche das Jahr 1293 (± 10 Jahren). Es ist anzunehmen, dass hier um 1300 der hl. Bischof Martin dargestellt ist, der Patron der Stadtkirche vor ihrer Umwidmung in eine Marienkirche im 15. Jahrhundert.
Aus größeren Zusammenhängen (Ölberg ? Marienkrönung?) stammen vereinzelte, teils aus der Mitte des 15. Jahrhunderts stammende Sitzfiguren u. a. an der Chorostwand.
Seit 2018 stehen an den Pfeilern des Chorbogens die Holzskulpturen Adam und Eva des Berliner Bildhauers Hans Scheib (Stand: 2022).

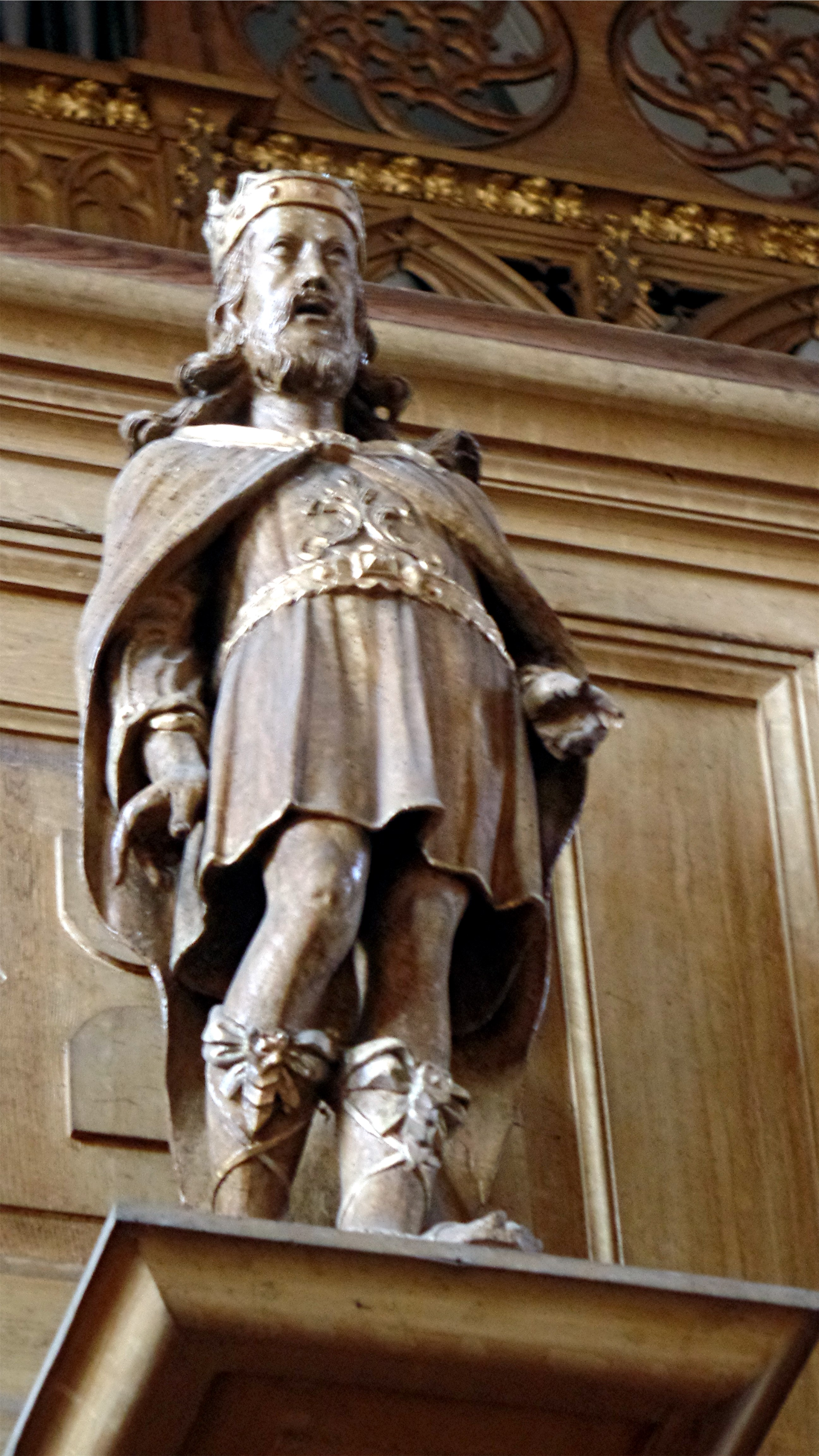
König David an der Orgelempore, Rest eines Orgelprospektes aus dem 17. Jahrhundert.

### Orgel

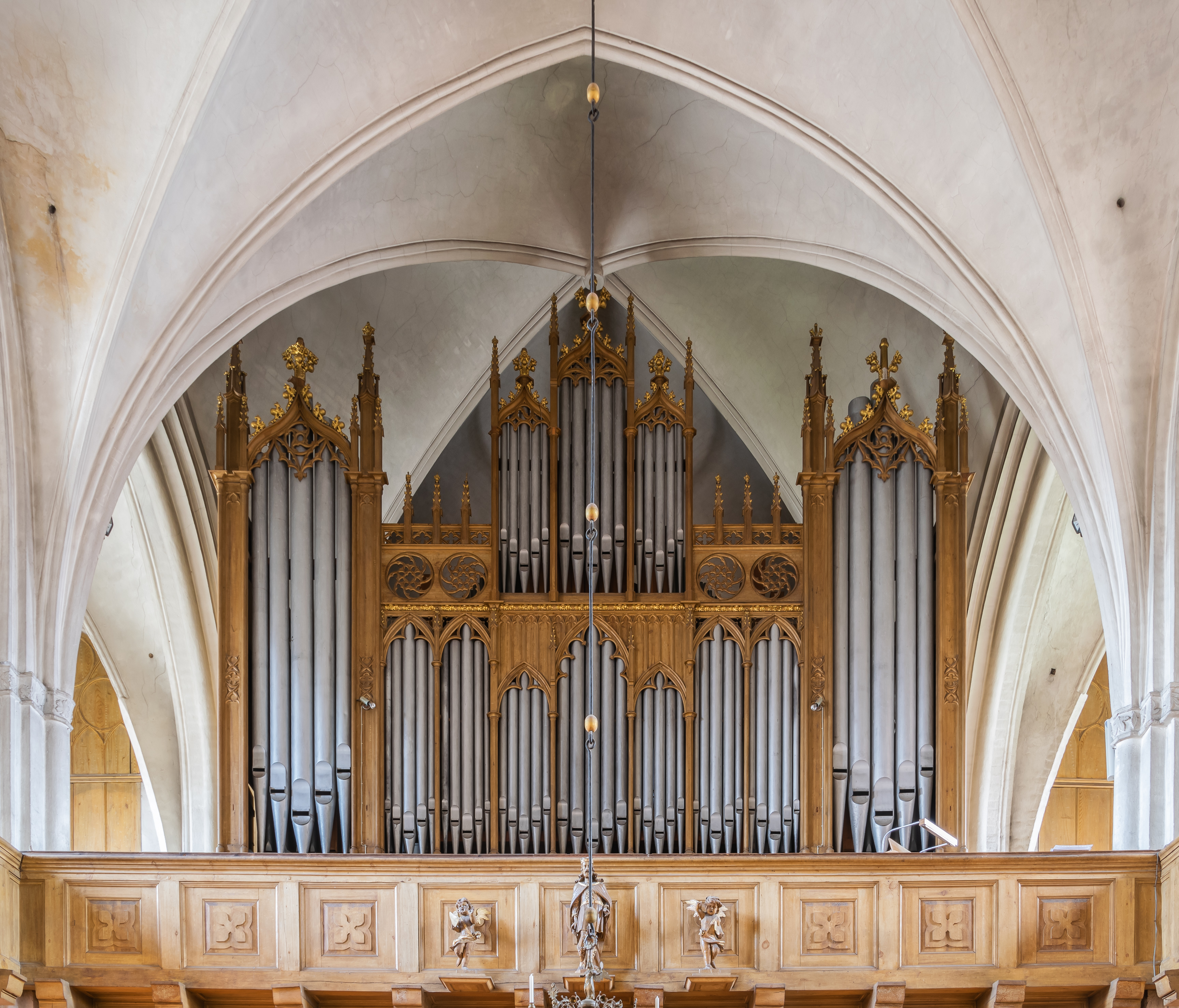
Die Orgel 2019

Der Orgelprospekt geht zurück auf die 1843/1847 gebaute Orgel von Friedrich Hermann Lütkemüller aus dem nahen Papenbruch. Durch den Einbau und Betrieb einer Zentralheizung in der Marienkirche 1927 wurde dieses Instrument zerstört. Die heutige Orgel wurde 1935 von der Firma Alexander Schuke in Potsdam in den neogotischen Prospekt Lütkemüllers eingebaut. Sie verfügt über 45 Register und 3575 Pfeifen auf drei Manualen und Pedal.

### Glocken
St. Marien hatte nach dem Turmbrand von 1698 bis zum Jahr 1942 bis zu sieben Glocken, die im Jahr 1942 wegen des kriegswichtigen Materials Bronze abgegeben werden mussten. Die ersten sechs wurden 1700 von dem Rotgießer Otto Elers in Berlin geliefert. 1948 fanden sich drei davon (darunter die Apostelglocke) in Berlin wieder. Mit der Neunuhrglocke wurde eine weitere Glocke später auf dem Glockenfriedhof in Hamburg wiedergefunden und kam 1952 nach Wittstock zurück. Am Karfreitag des Jahres 2000 sprang die Apostelglocke beim Läuten und wurde bis 2021 repariert.